# Mu Koh Ang Thong marina nationalpark
Mu Koh Ang Thongs marina nationalpark , thailändska อุทยานแห่งชาติอ่าวพังงา, är en nationalpark i Thailand som ligger vid Thailandviken i provinsen Surat Thani i Södra Thailand.
Nationalparken inrättades 1980 som Thailands 21:a nationalpark. Den omfattar 42 öar med en total yta av 102 km2, varav ungefär 50 km2 är land och resten vatten. Bland öarna kan nämnas Ko Phaluai (Phaluay), Ko Wua Talap, Ko Mae Ko, Ko Sam Sao, Ko Hin Dap, Ko Nai Phut och Ko Phai Luak. Högsta punkten inom nationalparken finns på Koh Phaluay, 396 m ö.h.

## Naturskydd
Den marina nationalparken inrättades den 12 november 1980. Nationalparken ingår också i våtmarksskyddet enligt Ramsarkonventionen (Konvention om våtmarker av internationell betydelse, i synnerhet såsom livsmiljö för våtmarksfåglar) sedan den 14 augusti 2002, med det officiella namnet Mu Koh Ang Thong Marine National Park och referensnummer 1184.

## Klimat
Det tropiska klimatet i Thailand är ett sommarmonsunklimat, med kraftiga monsunregn från maj till oktober och torrtid från oktober till maj. Den bästa tiden för att besöka nationalparken är enligt Thailands National Park Office i februari till april. Under november är nationalparken stängd för besökare.

## Flora och fauna
Det finns tre sjöar inom nationalparken, två på Wua Talap och en på Ko Mae Ko.
Bland korallarterna förekommer framför allt arter inom familjerna Mussidae och Merulinidae, som med ett gemensamt namn brukar kallas ”hjärnkoraller” eftersom deras struktur påminner om hjärnbarkens vindlingar. På djupare vatten finns arter inom släktet Pavona.
I vattnen finns arter i familjerna fjärilsfiskar, papegojfiskar och rockor samt svartfenad revhaj.
På öarna finns karaktärsväxter som Memecylon ovatum inom familjen medinillaväxter och sapotillväxterna Manilkara  hexandra och Manilkara cyanum. I strandskogen växer arter inom släktet Barringtonia och schariaväxten Hydnocarpus ilicifolia. De kalkrika bergen har örter som måreväxten Morinda  coreia, dracenaarten Dracaena cochinchinensis och arter inom törelsläktet.
Inventeringar i nationalparken har gett som resultat 16 däggdjurarter, 52 fågelarter och 5 arter av groddjur. Bland fåglaran är den mest kända Näshornsfågeln. Den är marinparkens maskot, och är fridlyst. Bland däggdjursarterna förekommer langurer, krabbmakak, utter, leopardkatt, fiskarkatt, ekorre och arter inom släktet Pteropus av flyghundar.

## Etymologi
Namnet "Ang Thong" (thai: อ่างทอง) betyder 'skål av guld'. "Mu Ko" (หมู่เกาะ) betyder ögrupp.

## Bildgalleri

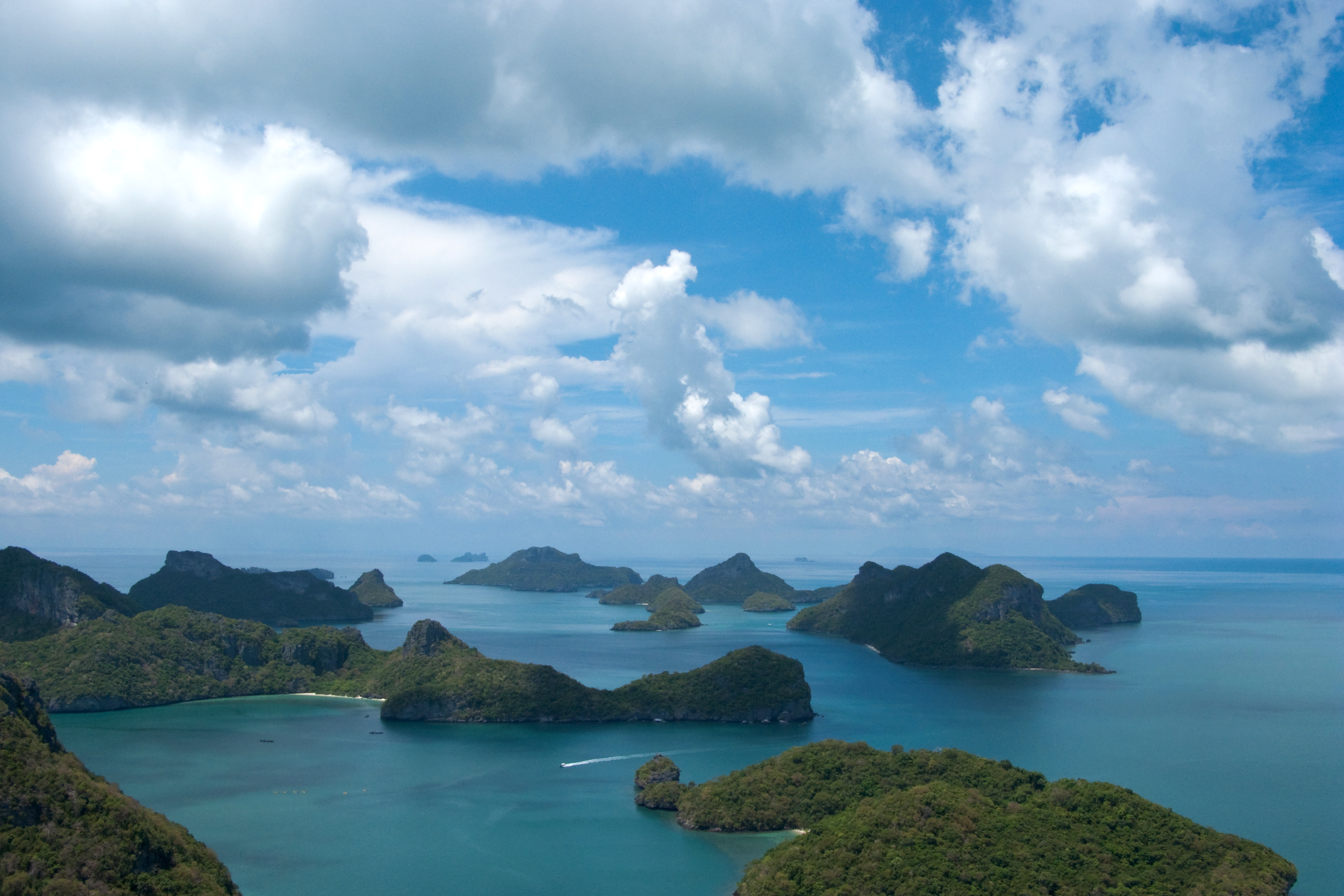
Ang Thong nationalpark i en annan vy från Ko Wua Talab.
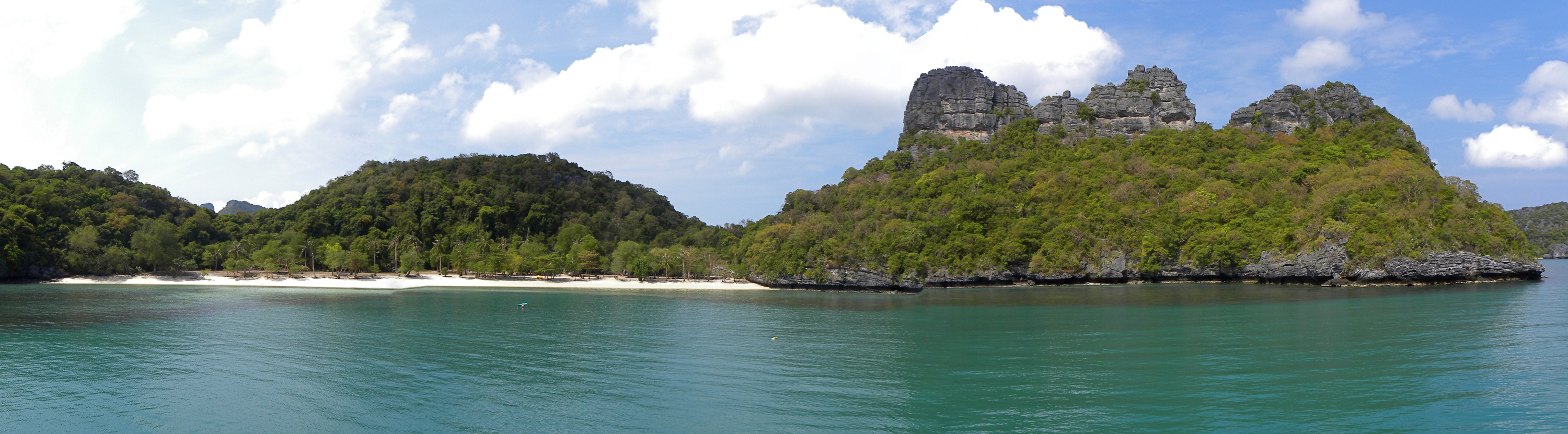
Strand vid ön Ko Mae Ko.
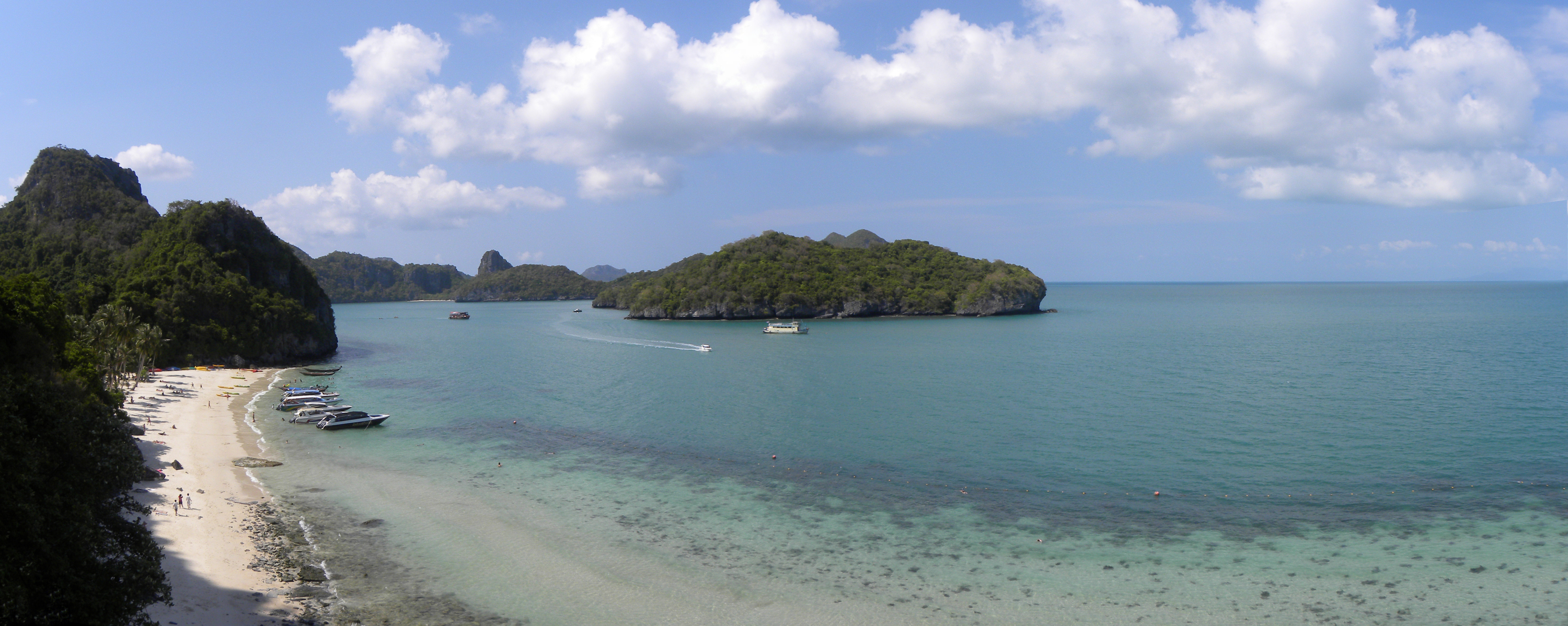
Strand vid ön Ko Wua Talab.
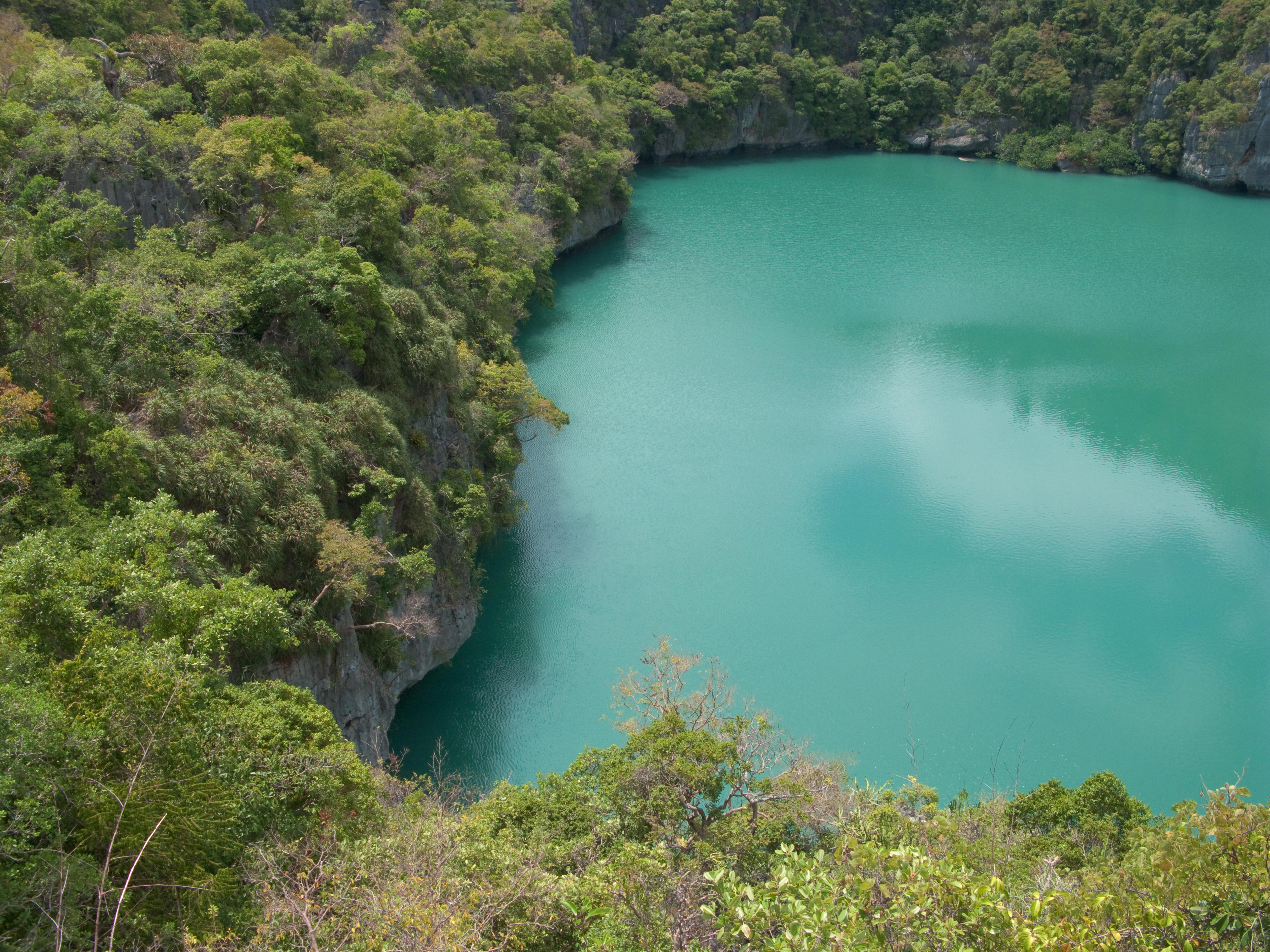
Lagun vid Ko Mae Ko.
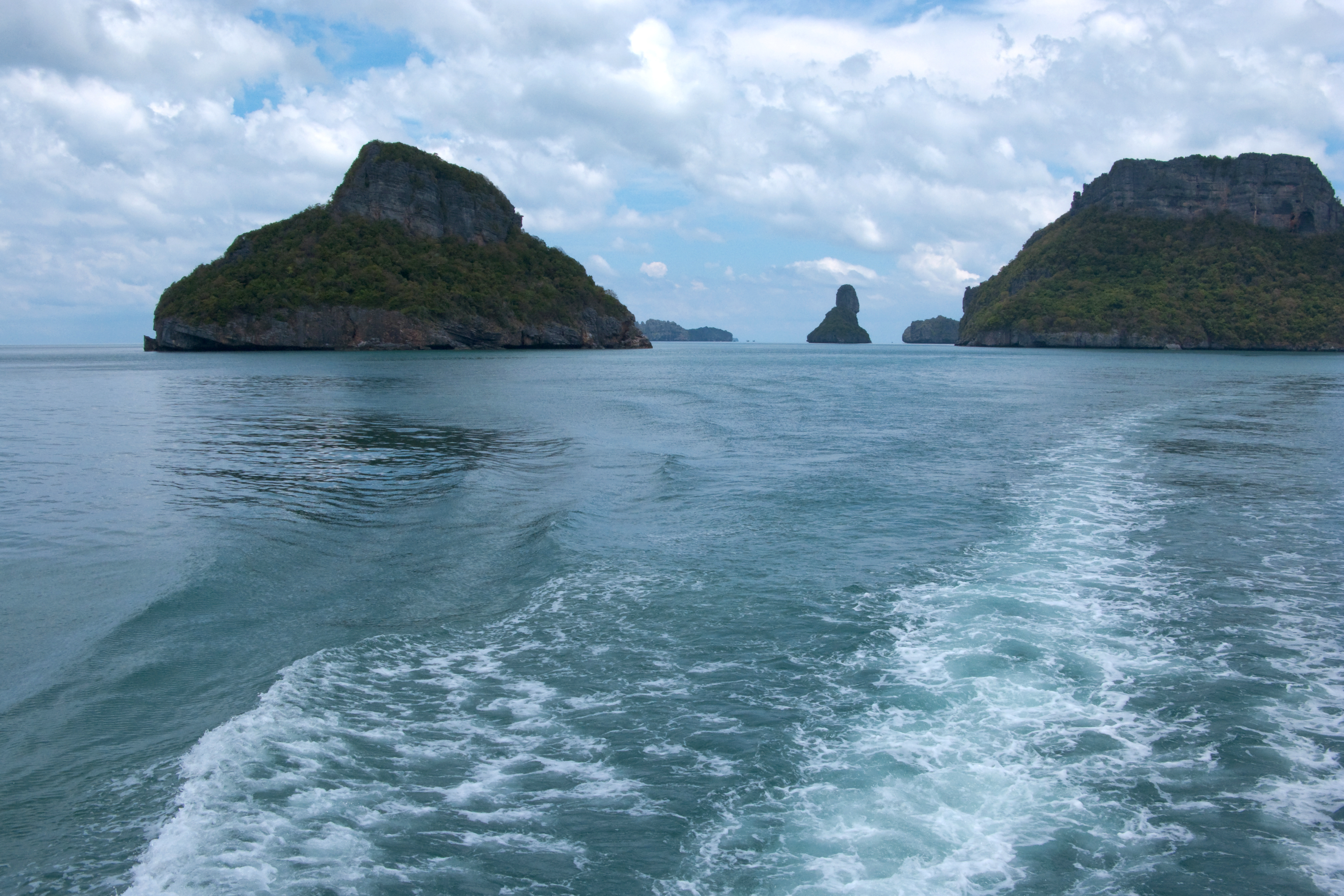